# Llista de monuments de Sant Esteve Sesrovires
Llista de monuments de Sant Esteve Sesrovires inclosos en l'Inventari del Patrimoni Arquitectònic Català per al municipi de Sant Esteve Sesrovires (Baix Llobregat). Inclou els Béns Culturals d'Interès Local (BCIL) de caràcter arquitectònic. No n'hi ha cap inscrit en el Registre de Béns Culturals d'Interès Nacional (BCIN) amb la classificació de monuments històrics.
| Monument                                             | Protecció | Estil/època                            | Localització                                                                                              | Coordenades                                            | Codi?     | Imatge |
| ---------------------------------------------------- | --------- | -------------------------------------- | --- | ------------------------------------------------------ | --------- | --- |
| Església parroquial de Sant Esteve                   |           | Historicisme XIX Final                 | Sant Esteve Sesrovires Pl. de l'Església                                                                  | 41° 29′ 36″ N, 1° 52′ 25″ E / 41.493204°N,1.8736189°E  | IPA-19072 | Església parroquial de Sant Esteve (Sant Esteve Sesrovires) · Vegeu més fotos d'aquest monument · Carregueu una nova foto d'aquest monument   |
| Casino                                               |           | Eclecticisme XX                        | Sant Esteve Sesrovires Sant Joan, 15                                                                      | 41° 29′ 37″ N, 1° 52′ 19″ E / 41.493628°N,1.8718505°E  | IPA-19073 | Casino (Sant Esteve Sesrovires) · Vegeu més fotos d'aquest monument · Carregueu una nova foto d'aquest monument                               |
| Casa Consistorial i jardí històric, Can Farràs       | BCIL 2024 | Eclecticisme XIX, XX                   | Sant Esteve Sesrovires C. Major, 8-10                                                                     | 41° 29′ 36″ N, 1° 52′ 28″ E / 41.4932201°N,1.8743494°E | IPA-19074 | Can Farràs (Sant Esteve Sesrovires) · Vegeu més fotos d'aquest monument · Carregueu una nova foto d'aquest monument                           |
| Habitatge al carrer Germans Bach, abans 40-44        |           | Obra popular XIX Mitjan                | Sant Esteve Sesrovires C. Germans Bach                                                                    | 41° 29′ 42″ N, 1° 52′ 17″ E / 41.49504°N,1.87127°E     | IPA-19076 | Carregueu una nova foto d'aquest monument |
| Can Canals Nubiola                                   |           | Eclecticisme XIX Final                 | Sant Esteve Sesrovires C. Major, 6                                                                        | 41° 29′ 35″ N, 1° 52′ 27″ E / 41.492967°N,1.8742579°E  | IPA-19077 | Can Canals Nubiola (Sant Esteve Sesrovires) · Vegeu més fotos d'aquest monument · Carregueu una nova foto d'aquest monument                   |
| Habitatge al carrer Sant Joan 9, Casa d'Esteve Julià |           | Modernisme XX                          | Sant Esteve Sesrovires C. Sant Joan, 9                                                                    | 41° 29′ 38″ N, 1° 52′ 19″ E / 41.4938272°N,1.8719549°E | IPA-19078 | Casa d'Esteve Julià (Sant Esteve Sesrovires) · Vegeu més fotos d'aquest monument · Carregueu una nova foto d'aquest monument                  |
| Bodegues Roger Goulart, abans Caves Canals i Nubiola |           | Modernisme XX                          | Sant Esteve Sesrovires C. de Martorell                                                                    | 41° 29′ 34″ N, 1° 52′ 28″ E / 41.4927802°N,1.8744888°E | IPA-19079 | Caves Roger Goulart (Sant Esteve Sesrovires) · Vegeu més fotos d'aquest monument · Carregueu una nova foto d'aquest monument                  |
| Habitatge al carrer Germans Bach, 22                 |           | XIX Final                              | Sant Esteve Sesrovires C. Germans Bach, 22                                                                | 41° 29′ 41″ N, 1° 52′ 19″ E / 41.494737°N,1.871963°E   | IPA-19080 | Habitatge al carrer Germans Bach, 22 (Sant Esteve Sesrovires) · Vegeu més fotos d'aquest monument · Carregueu una nova foto d'aquest monument |
| Can Julià de la Riera                                |           | Obra popular, modernisme XVII          | Sant Esteve Sesrovires Ctra. de Sant Esteve                                                               | 41° 29′ 13″ N, 1° 52′ 15″ E / 41.486862°N,1.87077°E    | IPA-19081 | Can Julià de la Riera (Sant Esteve Sesrovires) · Vegeu més fotos d'aquest monument · Carregueu una nova foto d'aquest monument                |
| La Torrassa                                          |           | Romànic XIII                           | Sant Esteve Sesrovires                                                                                    | 41° 28′ 02″ N, 1° 54′ 30″ E / 41.4672016°N,1.9083175°E | IPA-19082 | La Torrassa (Sant Esteve Sesrovires) · Vegeu més fotos d'aquest monument · Carregueu una nova foto d'aquest monument                          |
| Eremitori del Pou del Merli (I)                      |           | Preromànic IX                          | Sant Esteve Sesrovires Prop ctra. de Tarragona, al límit municipal                                        | 41° 28′ 21″ N, 1° 53′ 58″ E / 41.4725126°N,1.8994739°E | IPA-19084 | Carregueu una nova foto d'aquest monument |
| Eremitori del Pou del Merli (II)                     |           | Preromànic IX                          | Sant Esteve Sesrovires Prop ctra. de Tarragona, al límit municipal                                        | 41° 28′ 24″ N, 1° 53′ 56″ E / 41.4734355°N,1.8989673°E | IPA-19085 | Carregueu una nova foto d'aquest monument |
| Ca n'Amat                                            |           | Obra popular, neoclassicisme XIX Final | Sant Esteve Sesrovires Urbanització Ca n'Amat. Autovia A-2 (N-II) km. 585                                 | 41° 30′ 25″ N, 1° 52′ 34″ E / 41.506884°N,1.8761976°E  | IPA-19087 | Ca n'Amat (Sant Esteve Sesrovires) · Vegeu més fotos d'aquest monument · Carregueu una nova foto d'aquest monument                            |
| Can Gros                                             |           |                                        | Sant Esteve Sesrovires Polígon industrial Anoia. Carrer del Comerç.                                       | 41° 28′ 31″ N, 1° 52′ 28″ E / 41.475144°N,1.874315°E   | IPA-19449 | Carregueu una nova foto d'aquest monument |
| Masia Bach i cellers, Ca n'Estrada                   |           |                                        | Sant Esteve Sesrovires A la dreta del torrent de Cal Llopart (Ctra. de Martorell a Capellades, km. 20,5.) | 41° 29′ 20″ N, 1° 51′ 08″ E / 41.488990°N,1.852166°E   | IPA-19450 | Carregueu una nova foto d'aquest monument |
| Can Margarit                                         |           | Obra popular                           | Sant Esteve Sesrovires Veïnat de Can Margarit                                                             | 41° 28′ 23″ N, 1° 52′ 49″ E / 41.473173°N,1.880162°E   | IPA-19451 | Carregueu una nova foto d'aquest monument |
| Can Domènech                                         | BCIL 2010 | Obra popular XIX                       | Sant Esteve Sesrovires Zona industrial Can Serra                                                          | 41° 29′ 48″ N, 1° 52′ 56″ E / 41.49663°N,1.88236°E     | IPA-39696 | Carregueu una nova foto d'aquest monument |
| Creu del Cementiri de Sant Esteve Sesrovires         |           |                                        | Sant Esteve Sesrovires Camí de Can Prats                                                                  | 41° 29′ 27″ N, 1° 52′ 41″ E / 41.49095°N,1.87803°E     | IPA-53456 | Carregueu una nova foto d'aquest monument |